# Diecezja Chelmsford
Diecezja Chelmsford (ang. Diocese of Chelmsford) – diecezja Kościoła Anglii, wchodząca w skład metropolii Canterbury. Obejmuje hrabstwo Essex, a także pięć wschodnich gmin Wielkiego Londynu. 
Diecezja dzieli się na trzy obszary episkopalne, z których każdy kierowany jest przez jednego z biskupów pomocniczych, te z kolei dzielą się na archidiakonaty i dekanaty. Najniższy szczebel stanowią parafie, których jest 468 i obejmują one 598 kościołów. Obsługuje je 342 księży obu płci. Według danych za rok 2010, na obszarze diecezji zamieszkuje ogółem 2 890 000 osób, z czego w anglikańskich nabożeństwach bierze udział średnio 42 200 osób tygodniowo.

## Biskupi
- Biskup diecezjalny: Guli Francis-Dehqani
- Biskupi pomocniczy:
  - biskup Barking: Peter Hill
  - biskup Bradwell: John Wraw
  - biskup Colchesteru: Roger Morris